# Rhinoploeus iwa
Rhinoploeus iwa är en insektsart som beskrevs av Vladimir M. Gnezdilov och Thierry Bourgoin 2009. Rhinoploeus iwa ingår i släktet Rhinoploeus och familjen Caliscelidae.
Artens utbredningsområde är Zambia. Inga underarter finns listade i Catalogue of Life.